# Kwintola
Kwintola – nazwa jednego z nieregularnych podziałów wartości rytmicznych.
Jeżeli nutę dwudzielną (np. całą nutę, półnutę, ćwierćnutę) zamiast na 4 podzielimy na 5 równych wartości, wówczas taka figura rytmiczna nazywa się kwintolą. 